# St. Georg (Gwigg)

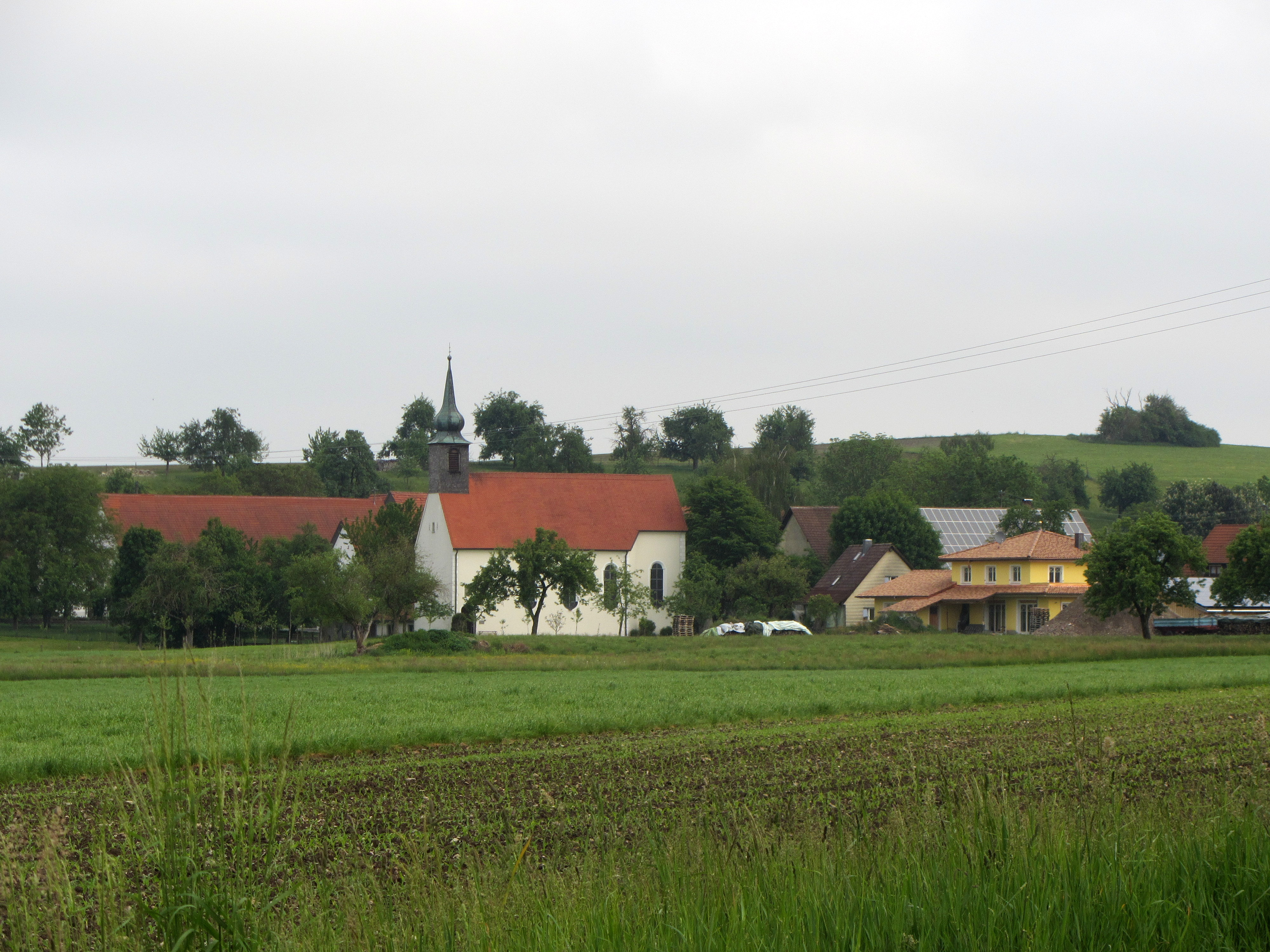
St. Georg (2012)

St. Georg ist eine Kapelle in dem zur Gemeinde Bergatreute (Landkreis Ravensburg) in Oberschwaben gehörenden Weiler Gwigg.

## Beschreibung des Ortes und der Kapelle
Gwigg lässt sich auf das Wort Gewicke oder Wicken zurückführen. Wicken sind scheinbar unkontrolliert sich windende Pflanzen. In Gwigg in der buckeligen oberschwäbischen Landschaft treffen sich an der Gwigger Kapelle die fünf von Ankenreute, Dinnenried, Stocken, Abetsweiler und Gambach kommenden Straßen.
Schon 1353 erfolgte die erste urkundliche Erwähnung einer Kapelle St. Georg in Gwigg. Im Jahre 1362 erwarb das Kloster Rot an der Rot das Bauwerk nebst kirchlichen Rechten. Landeshoheit und Gerichtsbarkeit von Gwigg blieben bis 1810 bei der Landvogtei Oberschwaben. Im Wappen des Abtes an der westlichen äußeren Kirchenschiffwand ist deswegen nur der Abtstab zu sehen.
Die heutige Kapelle stammt aus dem Jahre 1718. Erbauer war Abt Hermann Vogler. Vogler war zuvor Pfarrer in Haisterkirch, einem damals zu Rot an der Rot gehörigen Ort. Auf dem Grundstein eingemauert auf der Südseite der Kapelle steht: Soli deo honor et gloria 17 HAR 18, wobei das HAR für Hermann Abt zu Rot steht. Das Patrozinium des heiligen Georg könnte auf eine Verbindung zur nahe liegenden Volkertshauser Weilerkapelle, die ebenfalls einen Ritterheiligen, nämlich Mauritius, zum Patron hat, hinweisen. Erst 1763 erfolgte die pastorale Versorgung vom Pfarrvikariat der Norbertiner in Molpertshaus.
Aus dem Bestandsverzeichnis des Jahres 1707 geht hervor, dass das Kloster neben den kirchlichen Rechten einen einzigen Hof in Gwigg besaß. Weitere zwei Höfe gehörten dem Damenstift der Zisterzienserinnen zu Baindt, das Spital Waldsee hatte zwei Höfe, ebenso das Augustinerstift St. Peter zu Waldsee einen Hof und die Landvogtei Oberschwaben zwei Höfe. Im Jahre 1755 wurde die Kirche vom Weihbischof Karl Josef Fugger im Namen des Fürstbischofs von Konstanz konsekriert. Laut vorhandenen Baurechnungen kostete die Kapelle 2000 Gulden. Der Wert eines Bauernhofes betrug zur damaligen Zeit 1000 Gulden.
Die Kapelle ist Station des Oberschwäbischen Jakobswegs.

## Innenausstattung

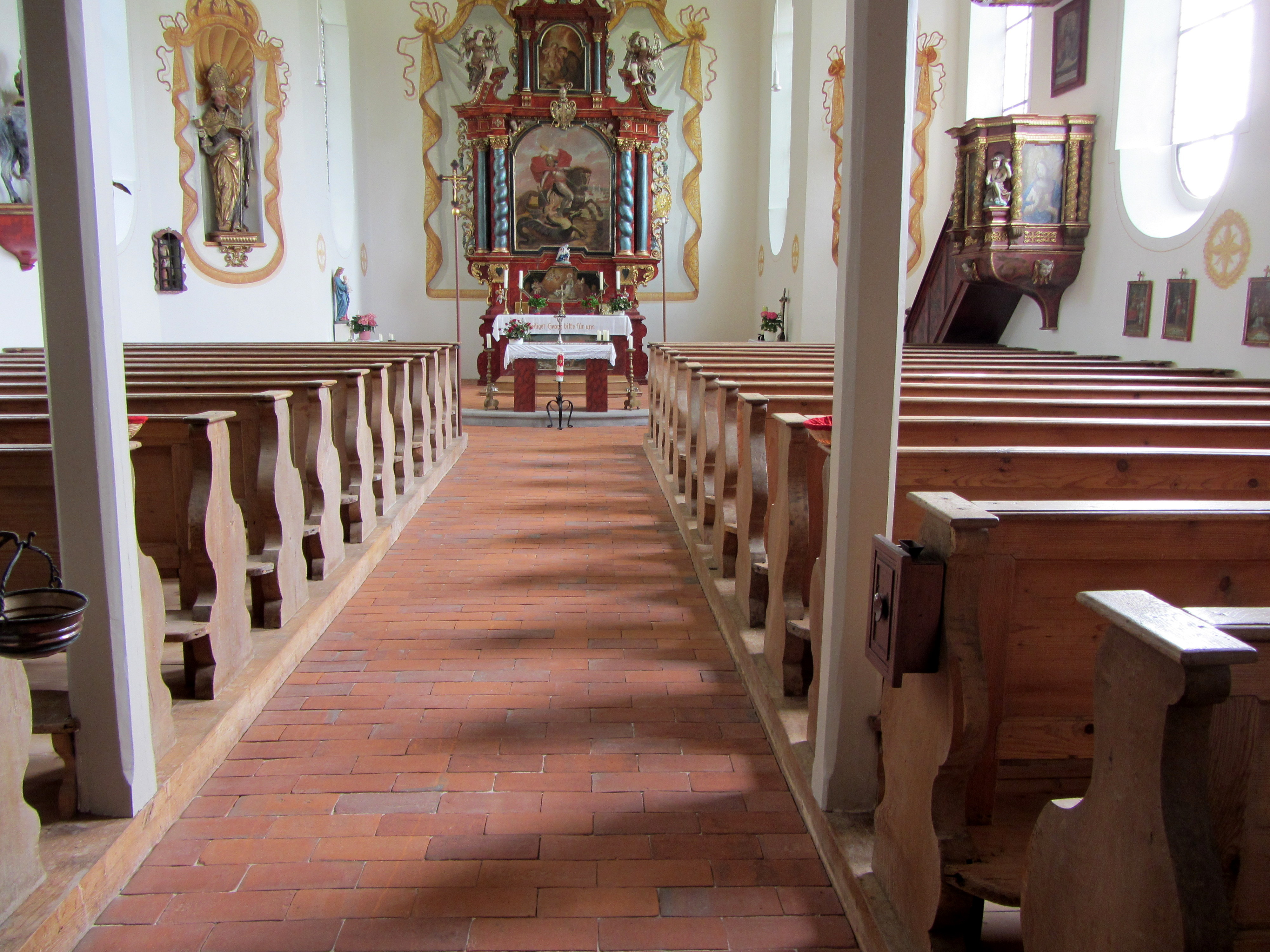
Blick zum Chor (2012)

Das Altarblatt zeigt eine Szene aus dem Leben des hl. Georg. Auf dem darunter sich befindenden Altarsockel ist eine Darstellung des hl. Norbert. Der Altartisch ist der hl. Familie vorbehalten, darüber das Wappen von Abt Hermann Vogler, im Aufsatz Antonius von Padua, als Nebenpatron der Kirche, flankiert von zwei Engeln. Ganz oben ist eine Herz-Jesu-Darstellung. Die Assistenzfiguren vor dem Altar sind der hl. Konrad und der hl. Norbert, beides Werke aus der nahen Waldseer Zürn Werkstatt.
Die sich an der Wand des Kirchenschiffes befindende Plastik des hl. Georg als Drachentöter kann auf den Wandelaltar gestellt werden, der im Jahre 2011 nicht mehr verwendet wurde. Eine Figur des Christus im Kerker und die reichhaltig verzierte Kanzel komplettieren das Kirchenschiff. Das Fresko im Chor ist gemalt von Jakob Kuen aus Weißenhorn und behandelt das Thema der hl. Dreifaltigkeit. Das Hauptfresko des Kirchenschiffes, ebenfalls von Kuen, handelt von einem prämonstratensischen Heiligen und zeigt Hermann Joseph mit dem Jesuskind.
In dem Dachreiter der Kapelle befindet sich ein Glockenstuhl mit einer Glocke.